# Le Vauclin
Le Vauclin é uma comuna francesa no departamento ultramarino da Martinica. Estende-se por uma área de 39.06 km², e possui 8.686 habitantes, segundo o censo de 2018, com uma densidade de 220 hab/km².